# 75 Ursae Majoris
75 Ursae Majoris är en gul jätte i stjärnbilden Stora björnen. Stjärnan har visuell magnitud +6,07 och är knappt synlig för blotta ögat vid god seeing. Den ligger på ett avstånd av ungefär 390 ljusår.